# ياكوب بواشتشيكوفسكي
ياكوب بواشتشيكوفسكي (بالبولندية: Jakub Błaszczykowski) (مواليد 14 ديسمبر 1985 في تروسكولاسي، بولندا) لاعب كرة قدم بولندي سابق.

## روابط خارجية
- ياكوب بواشتشيكوفسكي على موقع الاتحاد الدولي (مؤرشف)  (الإنجليزية)
- ياكوب بواشتشيكوفسكي على موقع الاتحاد الأوربي (الإنجليزية)
- ياكوب بواشتشيكوفسكي على موقع قاعدة بيانات كرة القدم.إي يو (الإنجليزية)
- ياكوب بواشتشيكوفسكي على موقع بيانات كرة القدم. دي إي (الألمانية)
- ياكوب بواشتشيكوفسكي على موقع ناشيونال فوتبول تيمز (الإنجليزية)
- ياكوب بواشتشيكوفسكي على موقع Soccerbase.com (لاعب) (الإنجليزية)
- ياكوب بواشتشيكوفسكي على موقع Soccerway.com (الإنجليزية)
- ياكوب بواشتشيكوفسكي على موقع عالم كرة القدم.نت (الإنجليزية)
- ياكوب بواشتشيكوفسكي على موقع AS.com (الإسبانية)